# 名誉議員
名誉議員（めいよぎいん）は、国会および地方議会において、一定の功績のある議員に対し、贈呈される称号のこと。商工会議所が定める称号。栄誉称号、名誉称号の一種。関連する称号として名誉議長、名誉副議長などがある。名誉評議員とは異なる。

## 国会の名誉議員
慣例上、50年にわたって日本の国会議員を務めた人物は、所属する議院から「名誉議員」の称号を与えられる。また、50年にわたって国会議員を務めた人物は憲政功労年金を受け取れる仕組みが1954年から2003年まで存在した。
現在に至るまで衆議院議員在職50年を達成したのは、尾崎行雄、三木武夫、原健三郎、中曽根康弘、櫻内義雄、小沢一郎の6名（櫻内は衆参両院通算、他5名は衆議院のみ）であり、このうち尾崎と三木に「衆議院名誉議員」の称号が贈られている。残りの4名については財政難のため与野党の合意がとれず、名誉議員の称号は棚上げとなっている（尾崎・三木の前例では名誉議員は国会議事堂内に胸像が建てられるため）。
一方で、参議院議員として在職50年を迎えた例は存在しない（前述の櫻内は衆参通算50年だが在職50年到達時は衆議院議員）。前身の貴族院においては、閑院宮載仁親王が貴族院創設（1890年）から薨去（1945年）まで議員であったが、皇族議員、特に陸軍軍人（元帥陸軍大将として薨去まで現役軍人だった）としての活動が主であったため議員としての活動実態は皆無で、記録上のものにとどまる。臣下の議員で在任期間が長いのは西園寺公望で、在任期間がおよそ50年になるが、称号を与えられたかは不明である。
なお、これらの議員のうち櫻内義雄は「父櫻内幸雄の名前を書いた票は無効票とする」との判決が出て結果的に当選無効となった参議院議員としての在職期間を算入しなければ50年にならないが、公式に「国会議員在職50年」として表彰されたものである。

### 在職50年に達した議員
| 議員名         | 在職期間                              | 在職50年を 達成した時期 | 主な役職             | 主な役職                  | 主な役職                      |
| 議員名         | 在職期間                              | 在職50年を 達成した時期 | 議会                 | 政府                      | 党                            |
| -------------- | ------------------------------------- | ----------------------- | -------------------- | ------------------------- | ----------------------------- |
| 閑院宮載仁親王 | 54年5か月もしくは55年2か月 （貴族院） | 1940年                  | -                    | 参謀総長                  | -                             |
| 西園寺公望     | 50年 （貴族院）                       | 1940年                  | 貴族院副議長         | 内閣総理大臣              | 立憲政友会総裁                |
| 尾崎行雄       | 62年8か月 （衆議院25期）              | 1940年7月               | 衆議院名誉議員       | 文部大臣・司法大臣        | 立憲政友会総務委員            |
| 三木武夫       | 51年6か月 （衆議院19期）              | 1987年5月               | 衆議院名誉議員       | 内閣総理大臣              | 自由民主党総裁                |
| 原健三郎       | 54年1か月 （衆議院20期）              | 1996年4月               | 衆議院議長           | 労働大臣                  | -                             |
| 中曽根康弘     | 56年5か月 （衆議院20期）              | 1997年4月               | -                    | 内閣総理大臣              | 自由民主党総裁                |
| 櫻内義雄       | 51年6か月 （衆議院18期 ・参議院1期）  | 1998年12月              | 衆議院議長           | 外務大臣                  | 自由民主党幹事長              |
| 小沢一郎       | 55年2か月 （衆議院19期・現職）        | 2019年12月              | 衆議院議院運営委員長 | 自治大臣 ・国家公安委員長 | 自由民主党幹事長 ・民主党代表 |

## 地方公共団体の名誉議員
地方議会においても都道府県ないし市町村が条例により、一定の勤続年数と功績のある者あるいは議員待遇者の資格のある者に称号が贈呈され、各種顕彰を受けることが規定しているところもある。

## 商工会議所の名誉議員
また、商工会議所など稀に企業・団体においても名誉議員の職名をおく場合がある。